# Coopérative multifonctionnelle de Somankidi
 (août 2011).
Si vous disposez d'ouvrages ou d'articles de référence ou si vous connaissez des sites web de qualité traitant du thème abordé ici, merci de compléter l'article en donnant les références utiles à sa vérifiabilité et en les liant à la section « Notes et références ».
 (août 2011).
La coopérative multifonctionnelle de Somankidy Coura ("Coura" signifie nouveau en soninké) est située sur le fleuve Sénégal à une quinzaine de kilomètres en aval de la ville de Kayes.
Créée au milieu des années 1970, elle produit surtout des bananes mais aussi des oignons, des tomates, des choux, du gombo et des papayes acheminés à Kayes par pirogue à moteur ou en voiture. Elle est devenue la présidente de l'ensemble des périmètres irrigués du bassin du Sénégal.
Elle a été fondée par une quinzaine de travailleurs maliens expatriés dans les années soixante en France. Ils travaillent alors pour certains dans des usines Renault de la région parisienne. Militants anticolonialistes, ils soutiennent la rébellion d'Amilcar Cabral qui lutte pour l'indépendance de la Guinée-Bissau et les autres mouvements de libération des colonies portugaises. Ils font des collectes d'habits et des dons de sang et organisent des événements tels que des projections de films militants au sein de l'Association Culturelle des Travailleurs Africains en France (ACTAF)[réf. nécessaire].
À la suite de la sécheresse et de la famine qui touche le Sahel en 1973, ils décident de retourner dans la région pour fonder une coopérative agricole. Ils obtiennent chacun un stage dans des exploitations agricoles de Champagne, décident de mettre en commun leurs ressources pour fonder la coopérative et trouvent au Mali le terrain qu'ils occupent toujours depuis 1976.